# الدوري الهولندي الممتاز 1988–89
الدوري الهولندي الممتاز 1988-1989 هو الموسم الثالث والثلاثون من الدوري الهولندي الممتاز منذ إنشائه في عام 1955. فاز بهذا الموسم نادي آيندهوفن.

## الفرق
يشارك ما مجموعه 18 فريقا في الدوري: الفرق الخمسة عشر المتبقية من الموسم المنقضي، والفريقين الفائزين بمباريات الصعود/الهبوط إضافة إلى بطل دوري الدرجة الأولى.

## روابط خارجية
- الموقع الرسمي

(بالهولندية)